# Skwer Jerzego Kurczewskiego w Poznaniu
Skwer Jerzego Kurczewskiego – skwer zlokalizowany w Poznaniu, pomiędzy ulicami Gotthilfa Bergera, Przemysłową i Jana Spychalskiego, w sąsiedztwie placu Marii Skłodowskiej-Curie, u podnóża gmachu Rektoratu Politechniki (Wilda).
Skwer otrzymał imię Jerzego Kurczewskiego w czerwcu 2011 z inicjatywy literata i tłumacza Ryszarda Daneckiego (wychowanka Kurczewskiego) i prof. Antoniego Szczucińskiego. Jerzy Kurczewski był silnie związany z Wildą – mieszkał w niedużej odległości od skweru. Ponadto dawniej przy pl. Marii Skłodowskiej-Curie mieściła się Poznańska Szkoła Chóralna.
W uroczystości nadania nazwy skwerowi udział wzięli Poznaniacy w liczbie około 200 osób, córka artysty – Alina, lokalny proboszcz – Marcin Węcławski i przewodniczący Rady Miasta Poznania – Grzegorz Ganowicz. Uroczystość poprzedzona była mszą świętą w pobliskim kościele Maryi Królowej, powiązaną z koncertem chóru pod batutą Jacka Sykulskiego (ucznia Kurczewskiego).
Skwer istniał już wcześniej, ale nie posiadał nazwy. Ma geometryczny układ alejek. Zieleń na terenie skweru jest młoda, rośnie też kilka drzew, m.in. modrzew i brzozy. Stanowi istotną enklawę zieleni w gęsto zabudowanej, starej części centrum Wildy. W pobliżu znajdują się: Rynek Wildecki, dawny dom starców i kamienica, w której zamieszkiwała olimpijka – Barbara Sobotta (ul. Wierzbięcice).